# Alejandro Magariños Cervantes
Alejandro Magariños Cervantes (Montevideo, 3 de octubre de 1825-Rocha, 8 de marzo de 1893) fue un político, escritor, docente y abogado uruguayo. Integrante del Partido Colorado, fue senador, ministro de Hacienda, rector de la Universidad de la República desde 1878 al 1880, y uno de los escritores más destacados del siglo XIX.

## Biografía
Hijo de Francisco de Borja Magariños Cerrato y de María de los Ángeles Cervantes. Culminó sus estudios en España, donde se graduó como doctor en Jurisprudencia. En 1855 publicó en la Revista de Ambos Mundos, que él dirigía en Madrid, un artículo escrito en París titulado La Revolución Hispanoamericana (Apuntes para una mejor inteligencia de la historia del señor don Mariano Torrente". El objetivo era limpiar el nombre de Mariano Moreno de todo aquello que le atribuía el "proyecto o informe secreto" que había mencionado Torrente en su libro La Revolución Hispanoamericana de 1829, en Madrid. Siendo un reconocido escritor uruguayo resultó extraño que ese artículo sobre Torrente y el Plan de operaciones de Moreno [que no se nombraba con ese título] no fuera conocido en Buenos Aires.
Luego de un largo viaje por Francia, regresó a Uruguay en noviembre de 1855. Ese año revalidó su título de abogado recibido en España y mientras tanto escribió el libro titulado La Iglesia y el Estado. El presidente Gabriel Pereyra, por sus cualidades y relaciones con la Argentina, lo nombra cónsul general en Buenos Aires cargo que ocupa en abril de 1856. En Buenos Aires retoma su actividad literaria en especial continuar la publicación de la Biblioteca Americana que había comenzado en París. Un año más tarde el presidente Bernardo Berro lo designó Fiscal, por lo cual retornó nuevamente a Montevideo. Sin embargo, con el triunfo de Venancio Flores en los comicios de 1865, Magariños decidió emigrar nuevamente a Buenos Aires.
Cuando asumió como presidente Lorenzo Batlle, Magariños regresó a su país y fue nombrado ministro de Hacienda. Al mismo tiempo empezó a ejercer la docencia en la facultad de Derecho. En 1878, bajo el gobierno del Gral. Lorenzo Latorre, fue nombrado rector de la Universidad de la República. Durante su rectorado se restablecen los preparatorios universitarios, se consagró la libertad de estudios y se otorgaron las primeras franquicias al Instituto Politécnico de Salto. Finalmente, formó parte del cuerpo del Senado de Uruguay hasta su fallecimiento en 1893 a los 68 años.